# Jeanette Öhman
Jeanette Öhman, även Peppe Öhman, född 1976 i Helsingfors, är en finlandssvensk journalist och författare. 
Hon bor med sin man Magnus Silfvenius Öhman och två barn i Santa Monica i USA. I bloggen Livet & L.A. skriver hon om feminism, böcker och familjeliv. Hon gör också podden Magnus och Peppes podcast om feminism och samhälle, samt podden Mellan raderna med Jihde och Öhman. Sedan början av 2021 är hon en av tre programledare för podden Skåpet, tillsammans med Cecilia Blankens och Johanna Swanberg.